# Damaride
Damaride  è un nome proprio di persona italiano femminile.

## Varianti
- Femminili: Damari[1], Damaris[2], Damiris[2]

### Varianti in altre lingue
- Catalano: Dàmaris[3]
- Greco biblico: Δάμαρις (Damaris)[4][5]
- Inglese: Damaris[4][5]
- Latino: Damaris[1]
- Spagnolo: Dámaris[3]

## Origine e diffusione
Deriva dal nome greco Δάμαρις (Damaris), riconducibile a δάμαρ (damar, "moglie") o a δάμαλις (damalis, "vitella", "giovenca" ma anche "ragazza", termine che peraltro deriva dalla stessa radice), oppure ad una commistione dei due. Altre fonti ancora lo riconducono al verbo δαμάζω (damazo, "domare"), da cui deriva anche il nome Damiano, con il significato di "domatrice".
Si tratta di un nome biblico, portato da una donna di Atene convertita da san Paolo, citata nel Nuovo Testamento, in At 17:34. In inglese è in uso, nella forma Damaris, a partire dal XVI secolo.

## Onomastico
L'onomastico si può festeggiare il 4 ottobre in memoria di santa Damaride, la donna citata nel Nuovo Testamento, tradizionalmente considerata moglie di san Dionigi l'Areopagita; il corpo santo di una santa Damaride, inoltre, è venerato a Palo del Colle (BA) il 27 aprile.

## Persone

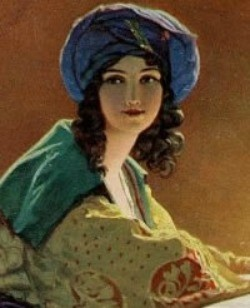
Damaris Cudworth Masham

### Variante Damaris
- Damaris Aguirre, sollevatrice messicana
- Damaris Cudworth Masham, filosofa inglese
- Damaris Egurrola, calciatrice spagnola naturalizzata olandese